# Piteå (Gemeinde)
Koordinaten: 65° 19′ N, 21° 29′ O

Piteå ist eine Gemeinde (schwedisch kommun) in der nordschwedischen Provinz Norrbottens län und der historischen Provinz Norrbotten.
Hauptort der Gemeinde ist die Stadt Piteå. Weitere nennenswerte Ortschaften sind Bergsviken, Blåsmark, Böle, Hemmingsmark, Hortlax, Jävre, Lillpite, Norrfjärden, Roknäs, Rosvik, Sikfors, Sjulsmark, Svensbyn und Öjebyn. Durch die Gemeinde führt die Europastraße E4.

## Geographie
Piteå ist eine Küstengemeinde am Bottnischen Meerbusen. Von der Küstenebene steigt das Gemeindegebiet zu einem bewaldeten Hügelland an.

## Wirtschaft
Neben größeren Industriebetrieben wie Smurfit-Kappa und SCA (Herstellung von Kraftliner = Papier zur Kartonherstellung) mit zwei Fabriken gibt es auch einige mittelständische Unternehmen. Auch der Dienstleistungssektor und Fremdenverkehr sind wichtige Wirtschaftszweige.
Derzeit (Juni 2018) wird in der Nähe der Stadt Piteå mit dem Windpark Markbygden der europaweit größte Windpark installiert. Mit rund 1100 einzelnen Windkraftanlagen soll er nach der Fertigstellung über eine Leistung von ca. 4000 Megawatt verfügen.

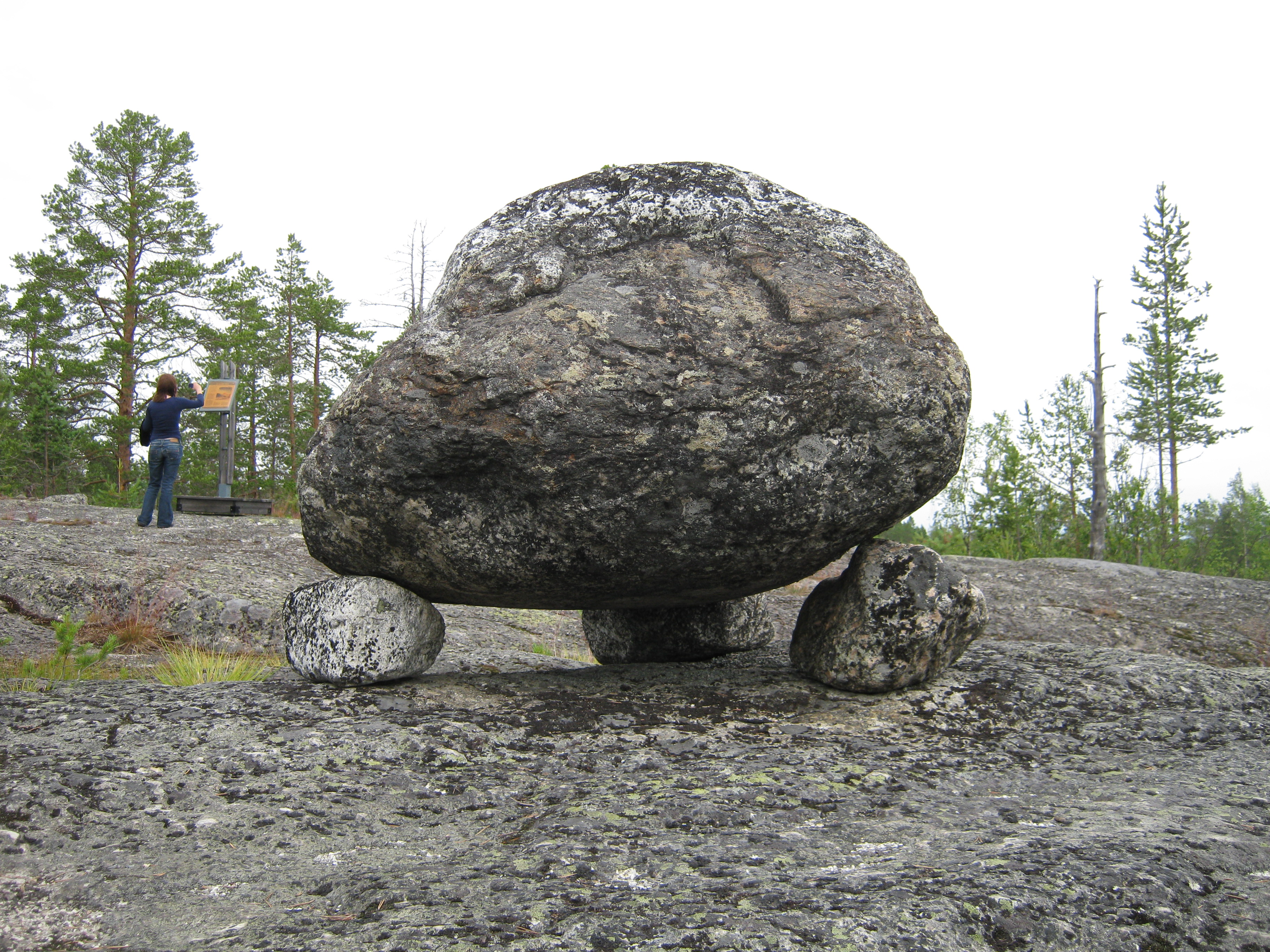
Dolmen "Liggande hönan"
(dt. legendes Huhn) in Hortlax bei Piteå

## Sehenswürdigkeiten

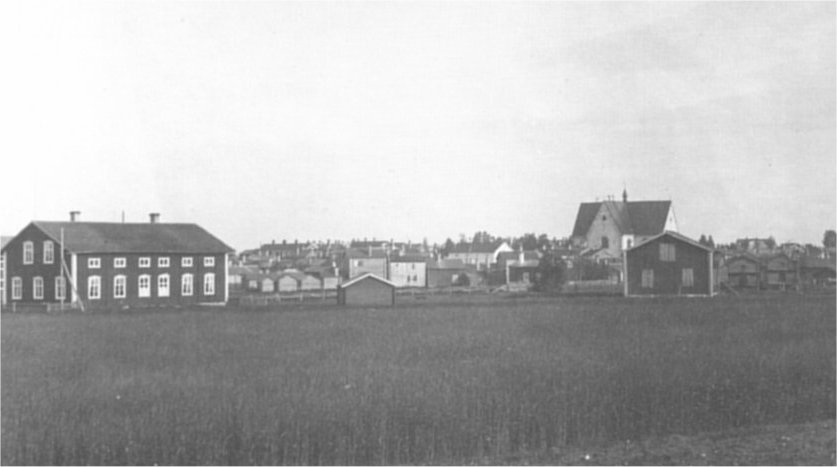
Öjebyn 1897

Abgesehen von der Stadt Piteå ist vor allem Öjebyn, 5 Kilometer nordwestlich von Piteå, zu erwähnen. Öjebyn war eigentlich das alte Piteå, bevor die Stadt aufgrund der skandinavischen Landhebung an ihren heutigen Ort verlegt wurde. Danach wurde Öjebyn Kirchendorf mit etwa 175 Kirchenhütten. Die Kirche stammt aus dem 14. Jahrhundert.

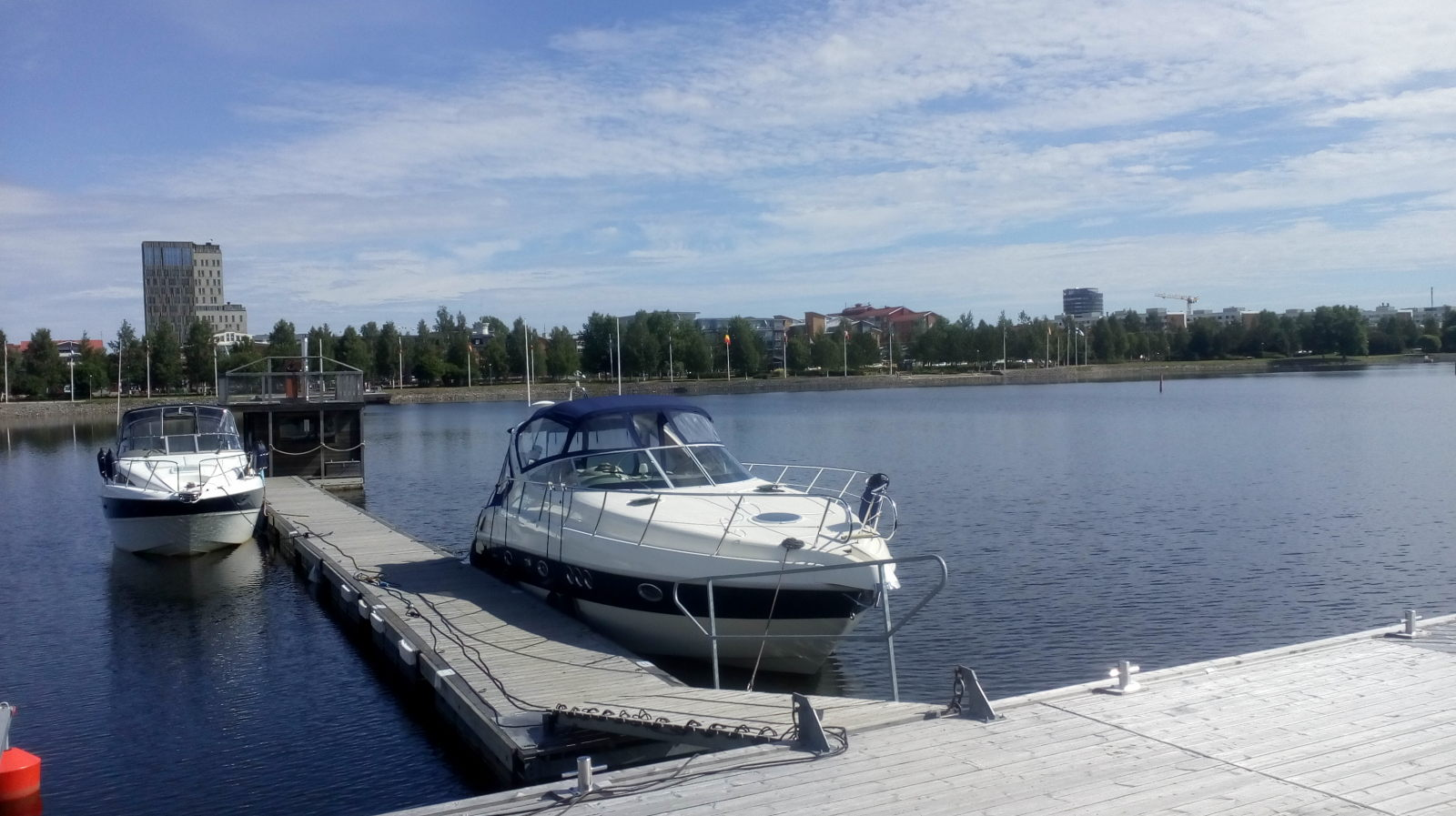
Pitea 2018

6 Kilometer südöstlich von Piteå liegt ein bekannter Badestrand.